# Ксестоспонджин С
Ксестоспонджин С (Xestonspongin C, XeC, AG-H-59937) — алкалоїд, вперше знайдений в тканинах австралійської губки Xestospongia exigua, а потім і в інших губках роду Xestospongia, від імені якого і отримав назву.
Високопотужний неконкурентний зворотний інгібітор викиду кальцію з ендоплазматичного ретикулуму через канали інозитол-трифосфатних (ІР3) рецепторів (ІС50 = 358 nM), здатний проникати крізь клітинну мембрану. Також виявляє судинорозширюючу дію, пригнічує роботу потенціал-залежних кальцієвих та потенціал-залежних калієвих каналів (ІС50 = 0.63 та 0.13 μM відповідно), та роботу АТФазного кальцієвого насосу, що закачує кальцій до ендоплазматичного ретикулуму (ІС50 = 700 nM).
Ринкова ціна хірально чистого ксестоспонджину С становить близько 18 мільйонів доларів США за грам.